# Resistencia neogranadina
El periodo de la Resistencia neogranadina, llamado también Resistencia patriota o Resistencia bélica fue un proceso militar y político de la guerra de independencia de Colombia desde mediados de 1816 hasta 1819; donde los líderes militares y políticos de las Provincias Unidas de la Nueva Granada supervivientes y lo que quedaba del Ejército neogranadino huyeron de la Reconquista y el Régimen del terror, hacia la Provincia de Casanare e inicia un proceso de reorganización política y militar junto a las tropas venezolanas, primero con Páez, y luego con Bolívar para emprender unidos en 1819 la Campaña Libertadora de Nueva Granada. También donde se establece una etapa de resistencia con guerrillas patriotas en diferentes puntos constituyeron el núcleo del ejército patriota, al amparo de la inmensidad del llano, las montañas y del valor de sus jinetes, infantes y espías que sobrevivieron al mortífero clima, las plagas, animales salvajes, el terror realista y tantas otras dificultades. Durante esta nueva fase varios grupos republicanos se mantuvieron activos, ejerciendo un poder efectivo en los Llanos de Casanare, pero también presentándose núcleos guerrilleros en las provincias de Cundinamarca, Socorro y en la Guayana venezolana.